# Family Weekend
 Family Weekend – amerykański film komediowy z 2013 roku.

## Fabuła
16-letnia uczennica bierze swoich rodziców jako zakładników, po tym jak cała rodzina miała gdzieś jej zawody skoków na skakance. Dziewczyna próbuje naprawić relacje rodzinne i dać mamie i tacie do zrozumienia, że nie zachowują się jak rodzice. 

## Główne role
- Kristin Chenoweth - Samantha Smith-Dungy
- Matthew Modine - Duncan Dungy
- Olesya Rulin - Emily Smith-Dungy
- Joey King - Lucinda Smith-Dungy
- Shirley Jones - GG
- Chloe Bridges